# Землетрясение в Уаирарапа (1855)

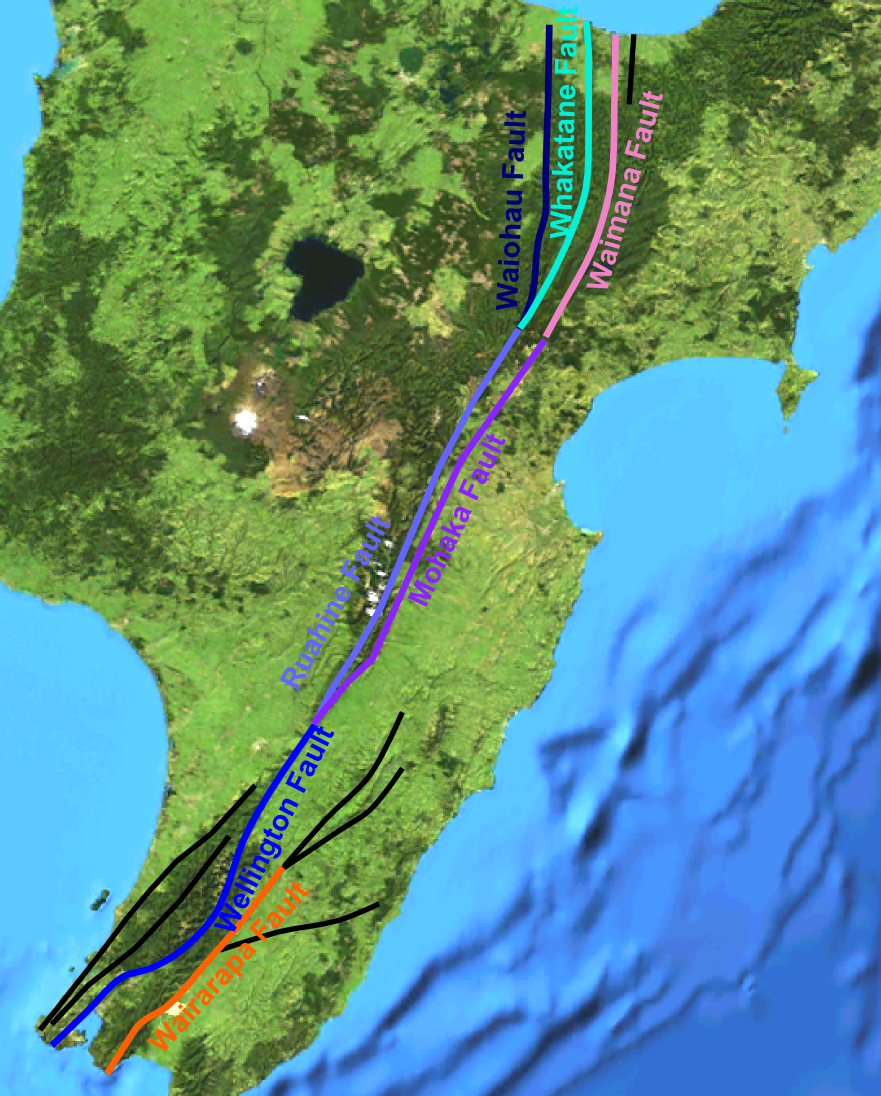
Карта системы разломов Северного острова, разлом Уаирарапа обозначен оранжевой линией

Землетрясение в Уаирарапа произошло в Новой Зеландии 23 января 1855 года около 9 часов вечера по местному времени. В Веллингтоне, расположенном неподалёку от эпицентра землетрясения, подземные толчки ощущались на протяжении как минимум 50 секунд. Магнитуда землетрясения составила 8,1 — 8,3. Землетрясение стало мощнейшим за всю историю систематических наблюдений в Новой Зеландии, ведущихся с начала европейской колонизации в 1840 году. Это землетрясение послужило причиной наибольшего из наблюдавшихся смещений горных пород в сдвиговом сбросе, на некоторых участках величиной до 18 метров. Разрушения на поверхности земли и трещины, возникшие во время землетрясения, помогли Чарльзу Лайелю установить связь между землетрясениями и быстрыми перемещениями горных пород в геологических разломах.

## Геологические условия
Новая Зеландия расположена на конвергентной границе Австралийской и Тихоокеанской тектонических плит. На Южном острове большая часть относительного смещения между этими плитами проходит вдоль правостороннего сдвигового геологического Альпийского разлома. На Северном острове смещение происходит в основном вдоль жёлоба Кермадек, который оканчивается системой разломов Северного острова. Группа правосторонних, в основном трансформных разломов, известная как система разломов Марлборо, находится на северной оконечности Южного острова. Эта система состоит из четырёх основных сдвиговых разломов, по которым передаётся практически всё смещение, связанное с границами расположенных здесь литосферных плит.
Землетрясение произошло в разломе Уаирарапа, входящем в систему разломов Северного острова.

## Характеристика землетрясения
Землетрясение послужило причиной смещения горных пород в разломе Уаирарапа на протяжении около 150 километров. В горизонтальной плоскости величина смещения на некоторых участках достигала 18 метров. Перемещение горных пород привело к поднятию и наклону Ремутака на северо-западной стороне разлома с вертикальным смещением, составившем около 6 метров у разлома до почти нулевых изменений высот на западном побережье полуострова Веллингтон. Вычисленная магнитуда землетрясения 8,2 является необычно большой для сдвигового землетрясения, а сопутствующий этому землетрясению сейсмический эффект поднятия горных пород стал наибольшим за всю историю наблюдений подобных землетрясений. Было высказано предположение, что это землетрясение было вызвано разрывом слоя горных пород в верхней части погружающейся Тихоокеанской плиты. Схожие геоморфологические признаки, такие как поднятие побережья, наблюдаемое в Туракирае-Хед, а также три предыдущих поднятия хребта Римутака-Рейндж, вызванные землетрясениями схожей силы, позволили вычислить период повторяемости землетрясения, равный примерно 2200 годам.

## Ущерб
Во время землетрясения в Веллингтоне ощущались сильные подземные толчки, но серьёзного ущерба удалось избежать, так как город к тому времени восстанавливался после землетрясения 1848 года, а большинство зданий и сооружений было реконструировано с применением пиломатериалов. Непосредственно во время землетрясения в Веллингтоне погиб один человек. Ещё по разным данным от 4 до 8 человек погибли в пригородах и сельской местности. На склонах хребта Римутака-Рейндж отмечались многочисленные оползни. Небольшой ущерб был причинён Литтелтону и Крайстчерчу, расположенным достаточно далеко от эпицентра землетрясения.
Поднятие северо-западной части залива Веллингтон привело к тому, что многие пристани и гавани стали непригодны к эксплуатации, однако на новом участке суши появилась возможность построить автомобильные и железные дороги на север.

## Цунами
В результате землетрясения возникло цунами с высотой волны 10—11 метров. Это цунами стало крупнейшим новозеландским цунами за всю историю наблюдений. Учёные Новозеландского национального института водных и атмосферных исследований создали анимированную модель этого цунами на основании данных о землетрясении, которая была показана в телевизионной драме «Афтершок» в 2008 году.